# Mortimer West End
Mortimer West End è un villaggio e parrocchia civile dell'Inghilterra, appartenente alla contea dell'Hampshire.